# Europees kampioenschap volleybal vrouwen 2015 (kwalificatie)
Deze pagina beschrijft het kwalificatieproces voor het Europees kampioenschap volleybal dat werd gehouden van 25 september tot en met 4 oktober 2015 in Nederland en België. 27 landen streden om 9 plaatsen in het eindtoernooi.

## Kalender
| Ronde        | Data                      |
| ------------ | ------------------------- |
| Eerste ronde | 8 mei 2014 – 11 mei 2014  |
| Tweede ronde | 16 mei 2014 – 1 juni 2014 |
| Derde ronde  | 22 mei 2015 – 31 mei 2015 |

## Eerste ronde

### Groep A
|      |           |     | Wedstrijden | Wedstrijden | Sets | Sets | Sets |
| Rank | Team      | Pts | W           | L           | W    | L    |      |
| ---- | --------- | --- | ----------- | ----------- | ---- | ---- | ---- |
| 1    | Zweden    | 9   | 3           | 0           | 9    | 3    |      |
| 2    | Letland   | 6   | 2           | 1           | 7    | 4    |      |
| 3    | Noorwegen | 3   | 1           | 2           | 5    | 6    |      |
| 4    | Georgië   | 0   | 0           | 3           | 1    | 9    |      |

### Groep B
|      |                       |     | Wedstrijden | Wedstrijden | Sets | Sets | Sets |
| Rank | Team                  | Pts | W           | L           | W    | L    |      |
| ---- | --------------------- | --- | ----------- | ----------- | ---- | ---- | ---- |
| 1    | Montenegro            | 8   | 3           | 0           | 9    | 2    |      |
| 2    | Bosnië en Herzegovina | 6   | 2           | 1           | 8    | 6    |      |
| 3    | Litouwen              | 4   | 1           | 2           | 5    | 7    |      |
| 4    | Estland               | 0   | 0           | 3           | 2    | 9    |      |

## Tweede ronde
De wedstrijden in de tweede ronde werden gespeeld van 16 mei 2014 tot en met 1 juni 2014. De zes groepswinnaars plaatsten zich direct voor de eindronde, terwijl de zes nummers 2 play-offs moesten spelen voor de drie resterende plaatsen.
| Groep A                                                                    | Groep B                                                        | Groep C                                                    | Groep D                                                               | Groep E                                                            | Groep F                                                                                 |
| -------------------------------------------------------------------------- | -------------------------------------------------------------- | ---------------------------------------------------------- | --------------------------------------------------------------------- | ------------------------------------------------------------------ | --------------------------------------------------------------------------------------- |
| Gastlanden : Wit-Rusland en Turkije Wit-Rusland Denemarken Finland Turkije | Gastlanden : Zwitserland en Polen Zwitserland Oekraïne Letland | Gastlanden : Spanje en Tsjechië Slovenië Spanje Montenegro | Gastlanden : Bulgarije en Azerbeidzjan Bulgarije Griekenland Portugal | Gastlanden : Frankrijk en Israël Frankrijk Israël Hongarije Zweden | Gastlanden : Oostenrijk en Roemenië Oostenrijk Roemenië Slowakije Bosnië en Herzegovina |

| Legenda                         |
| ------------------------------- |
| Geplaatst voor het eindtoernooi |
| Geplaatst voor de play-offs     |

### Groep A
|      |             |     | Wedstrijden | Wedstrijden | Sets | Sets | Sets |
| Rank | Team        | Pts | W           | L           | W    | L    |      |
| ---- | ----------- | --- | ----------- | ----------- | ---- | ---- | ---- |
| 1    | Wit-Rusland | 0   | 0           | 0           | 0    | 0    |      |
| 2    | Denemarken  | 0   | 0           | 0           | 0    | 0    |      |
| 3    | Finland     | 0   | 0           | 0           | 0    | 0    |      |
| 4    | Turkije     | 0   | 0           | 0           | 0    | 0    |      |

### Groep B
|      |             |     | Wedstrijden | Wedstrijden | Sets | Sets | Sets |
| Rank | Team        | Pts | W           | L           | W    | L    |      |
| ---- | ----------- | --- | ----------- | ----------- | ---- | ---- | ---- |
| 1    | Polen       | 14  | 5           | 0           | 15   | 2    |      |
| 2    | Oekraïne    | 10  | 3           | 2           | 12   | 6    |      |
| 3    | Zwitserland | 6   | 2           | 3           | 6    | 11   |      |
| 4    | Letland     | 0   | 0           | 5           | 1    | 15   |      |

### Groep C
|      |            |     | Wedstrijden | Wedstrijden | Sets | Sets | Sets |
| Rank | Team       | Pts | W           | L           | W    | L    |      |
| ---- | ---------- | --- | ----------- | ----------- | ---- | ---- | ---- |
| 1    | Tsjechië   | 0   | 0           | 0           | 0    | 0    |      |
| 2    | Slovenië   | 0   | 0           | 0           | 0    | 0    |      |
| 3    | Spanje     | 0   | 0           | 0           | 0    | 0    |      |
| 4    | Montenegro | 0   | 0           | 0           | 0    | 0    |      |

### Groep D
|      |              |     | Wedstrijden | Wedstrijden | Sets | Sets | Sets |
| Rank | Team         | Pts | W           | L           | W    | L    |      |
| ---- | ------------ | --- | ----------- | ----------- | ---- | ---- | ---- |
| 1    | Azerbeidzjan | 0   | 0           | 0           | 0    | 0    |      |
| 2    | Bulgarije    | 0   | 0           | 0           | 0    | 0    |      |
| 3    | Griekenland  | 0   | 0           | 0           | 0    | 0    |      |
| 4    | Portugal     | 0   | 0           | 0           | 0    | 0    |      |

### Groep E
|      |           |     | Wedstrijden | Wedstrijden | Sets | Sets | Sets |
| Rank | Team      | Pts | W           | L           | W    | L    |      |
| ---- | --------- | --- | ----------- | ----------- | ---- | ---- | ---- |
| 1    | Frankrijk | 0   | 0           | 0           | 0    | 0    |      |
| 2    | Israël    | 0   | 0           | 0           | 0    | 0    |      |
| 3    | Hongarije | 0   | 0           | 0           | 0    | 0    |      |
| 4    | Zweden    | 0   | 0           | 0           | 0    | 0    |      |

### Groep F
|      |                       |     | Wedstrijden | Wedstrijden | Sets | Sets | Sets |
| Rank | Team                  | Pts | W           | L           | W    | L    |      |
| ---- | --------------------- | --- | ----------- | ----------- | ---- | ---- | ---- |
| 1    | Oostenrijk            | 0   | 0           | 0           | 0    | 0    |      |
| 2    | Roemenië              | 0   | 0           | 0           | 0    | 0    |      |
| 3    | Slowakije             | 0   | 0           | 0           | 0    | 0    |      |
| 4    | Bosnië en Herzegovina | 0   | 0           | 0           | 0    | 0    |      |

## Derde ronde
- Data: 22 mei 2015-31 mei 2015.

| Team 1       | Tot. | Team 2    | 1e wedstr. | 2e wedstr. |
| ------------ | ---- | --------- | ---------- | ---------- |
| Wit-Rusland  | -    | Oekraïne  | -          | -          |
| Slovenië     | -    | Frankrijk | -          | -          |
| Azerbeidzjan | -    | Slowakije | -          | -          |

## Gekwalificeerde landen
- België (Gastland)
- Nederland (Gastland)
- Rusland
- Duitsland
- Servië
- Kroatië
- Italië
- Polen (Winnaar Groep B)